# Epocilla praetextata
Epocilla praetextata är en spindelart som beskrevs av Tord Tamerlan Teodor Thorell 1887. Epocilla praetextata ingår i släktet Epocilla och familjen hoppspindlar. Inga underarter finns listade i Catalogue of Life.